# Чесноков, Игорь Юрьевич
Игорь Юрьевич Чесноков (род. 3 февраля 1972, Усть-Каменогорск) — казахстанский футболист и футбольный судья.
Воспитанник ДЮСШ при ГОРОНО Усть-Каменогорска, тренер — Романовский Олег Константинович. Всю игровую карьеру провёл в клубе высшей лиги Казахстана «Восток» (Усть-Каменогорск). Выступал на позиции защитника. Всего в чемпионате в период с 1993 по 2006 год сыграл 310 матчей, забил 7 голов. Обладатель Кубка Казахстана 1994 года.
С 2008 года стал обслуживать матчи чемпионата Казахстана в качестве главного арбитра. Дебютировал 28 июня в матче 15-го тура чемпионата «Мегаспорт» (Алма-Ата) — «Есиль-Богатырь» (Петропавловск), завершившемся со счётом 1:0. В 2020 году достиг возрастного ценза для работы судьёй в казахстанском чемпионате (48 лет), но вскоре его подняли до 49 лет, а затем по решению генерального секретаря Казахстанской федерации футбола Азамата Айтхожина лицензия судьи Казахстанской премьер-лиги была продлена для Чеснокова ещё на один год. Завершил судить матчи КПЛ в 2022 году. Лучший арбитр страны в сезоне 2019 года.